# Hypermodernisme
Het hypermodernisme is een stroming binnen de schaaktheorie die stelt dat het centrum niet moet worden bezet met pionnen, maar dat het vanaf de vleugel moet worden beheerst. Op die manier wordt de tegenstander uitgenodigd zijn pionnen in het centrum te plaatsen, die vervolgens kunnen worden aangevallen.
Kenmerken van hypermodern spel zijn het fianchetto en "pionnenstoten" waarmee het centrum van de tegenstander naar voren wordt gelokt in de hoop dat het centrum te "uitgestrekt" wordt en makkelijk kan worden vernietigd.
Meestal bezet wit op de eerste zet al een centraal veld en speelt de zwartspeler hypermodern, maar bij enkele openingen is juist het omgekeerde het geval.

## Geschiedenis
Het hypermodernisme ontstond in de jaren 20 van de twintigste eeuw onder aanvoering van Richárd Réti en Aaron Nimzowitsch. Het was een reactie op de rigide (en in de ogen van de hypermodernisten dogmatische) ideeën van de klassieke school van Siegbert Tarrasch die begin twintigste eeuw het schaken domineerden.
De hypermoderne theorie kreeg in de jaren 20 en 30 steeds meer aanhang. Onder meer het spel van wereldkampioen Aleksandr Aljechin bevat duidelijke hypermoderne invloeden.

## Openingen
Typische hypermoderne openingen zijn de Réti-opening (waarbij wit toestaat dat zwart het centrum bezet met ...d5 maar dit vervolgens meteen aanvalt met c4 en Lg2), het Konings-Indisch (waarbij zwart in de meeste varianten toestaat dat wit een groot centrum opbouwt met pionnen op c4, d4 en e4 (en in sommige varianten f4), maar het centrum vervolgens sluit en een aanval begint op de koningsvleugel) en de Aljechin-opening (waarbij zwart bewust uitlokt dat wit het paard van zwart opjaagt en op die manier zijn pionnen te ver naar voren brengt).